# 白長鰭鱈
白長鰭鱈，為輻鰭魚綱鱈形目褐鱈科的其中一種，分布於西北大西洋加拿大紐芬蘭、拉布拉多半島至美國北卡羅萊納州海域，為亞熱帶海水魚，深度180-1000公尺，體長可達133公分，棲息在泥底質大陸棚及大陸坡底層水域，以甲殼類、烏賊及魚類為食，生活習性不明，可做為食用魚。

## 扩展阅读
- 维基共享资源上的相關多媒體資源：白長鰭鱈